# マフムト・フランシス・オスマンオウル
マフムト・フランシス・オスマンオウル(Mahmud Francis Osmanoğlu 1975年4月27日-)はイギリスのロンドン出身のオスマン帝国旧皇室オスマンオウル家の成員。高祖父は35代皇帝メフメト5世、曾祖父はエメル・ヒルミー皇子、祖父はマフムト・ナミク皇子、父はエメル・アブデュルメジト・オスマンオウル。オスマン皇帝家家長位継承順位14位である。